# 金剛山 (金剛山地)
金剛山（日语：／ Kongō-san (Kongō-zan) */?），位於日本奈良縣御所市與大阪府南河內郡千早赤阪村境界上的山。標高1,125公尺。
金剛山位於金剛生駒紀泉國定公園內，擁有數量不遜於富士山的登山者。連結大阪府側山麓與山頂附近的金剛山纜車是日本唯一的村營纜車，但因耐震診斷報告指出部份水泥構造物強度不足，為安全起見從2019年3月15日起暫停運行。

## 周邊情報
- 觀心寺
- 千早城址